# Martynas Gecevičius
Martynas Gecevičius (Vilnius, 16 maggio 1988) è un cestista lituano.

## Carriera
Con la Lituania ha disputato i Campionati mondiali del 2010 e i Campionati europei del 2017.

## Statistiche

### Eurolega
| Anno       | Squadra       | PG | PT | MP   | TC%  | 3P%  | TL%  | RP  | AP  | PRP | SP  | PP   |
| ---------- | ------------- | -- | -- | ---- | ---- | ---- | ---- | --- | --- | --- | --- | ---- |
| 2007-2008  | Rytas Vilnius | 18 | 0  | 9,3  | 50,0 | 39,3 | 100  | 0,7 | 0,1 | 0,4 | 0,0 | 3,2  |
| 2009-2010  | Rytas Vilnius | 10 | 10 | 33,7 | 47,6 | 45,2 | 88,9 | 2,9 | 3,3 | 1,3 | 0,0 | 14,2 |
| 2010-2011  | Rytas Vilnius | 15 | 9  | 28,8 | 46,2 | 41,2 | 83,9 | 3,0 | 2,6 | 0,5 | 0,1 | 11,7 |
| 2011-2012† | Olympiakos    | 18 | 3  | 16,7 | 41,7 | 41,3 | 84,6 | 1,3 | 0,8 | 0,3 | 0,0 | 6,2  |
| 2012-2013† | Olympiakos    | 15 | 0  | 6,0  | 17,4 | 22,2 | 75,0 | 0,8 | 0,3 | 0,1 | 0,0 | 1,0  |
| 2013-2014  | Rytas Vilnius | 10 | 9  | 29,1 | 44,3 | 44,3 | 79,2 | 2,7 | 2,0 | 1,2 | 0,0 | 12,4 |
| Carriera   | Carriera      | 86 | 31 | 18,8 | 44,3 | 41,3 | 84,8 | 1,7 | 1,3 | 0,6 | 0,0 | 7,3  |

## Palmarès

### Squadra
- Campionato lituano: 2

Lietuvos rytas: 2008-09, 2009-10
- Campionato greco: 1

Olympiakos: 2011-12
- Lega Baltica: 2

Lietuvos rytas: 2006-07, 2008-09
- Eurocup: 1

Lietuvos rytas: 2008-09
- Eurolega: 2

Olympiacos: 2011-12, 2012-13

### Individuale
- Lietuvos krepšinio lyga MVP finali: 1

Lietuvos rytas: 2009-2010